# Hugo Fischer-Köppe

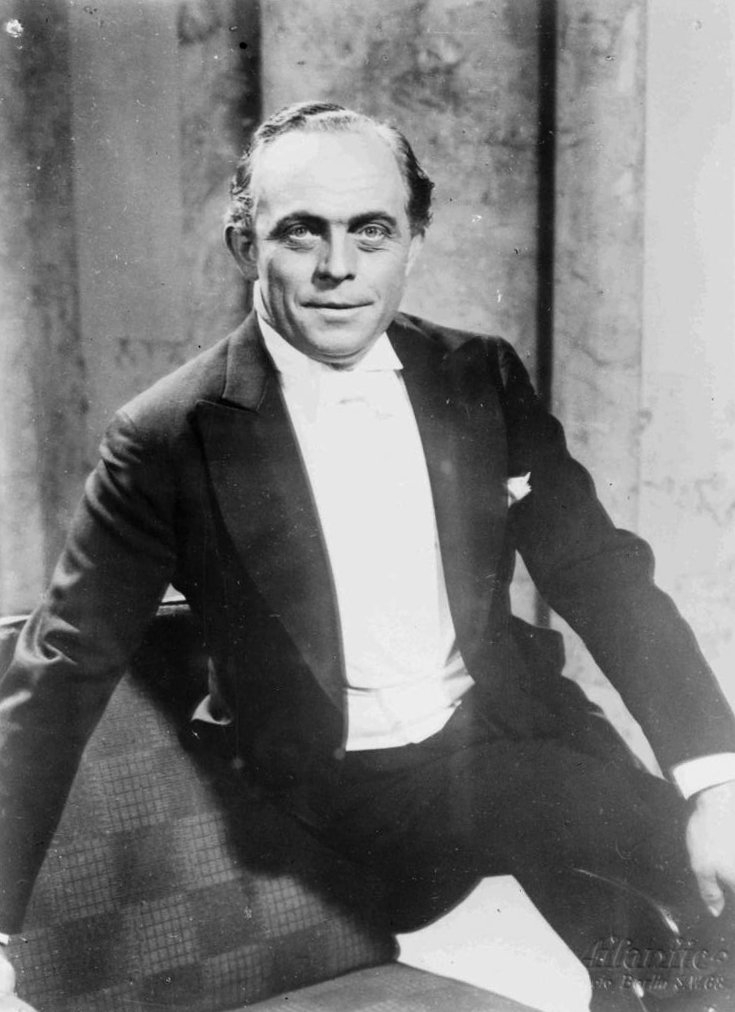
Hugo Fischer-Köppe, 1935

Hugo Fischer-Köppe (Bielefeld, Alemanha, 13 de fevereiro de 1890 – Berlim, Alemanha, 31 de dezembro de 1937) foi um ator de cinema alemão.[carece de fontes?]
Köppe entrou para o cinema em 1913 e apareceu em cerca de oitenta filmes diferentes entre 1913 e 1945, em filmes como Achtung! – Auto-Diebe! (1930), em que ele trabalhou com o ator e diretor Harry Piel.